# Bausendorf
Bausendorf település Németországban, Rajna-vidék-Pfalz tartományban. Lakosainak száma 1441 fő (2023. december 31.). Bausendorf Hontheim, Bengel, Kinderbeuern, Kinheim, Ürzig, Zeltingen-Rachtig, Wittlich, Flußbach, Diefenbach és Niederscheidweiler községekkel határos.

## Népesség
A település népességének változása:
| Lakosok száma | 1127 | 1314 | 1352 | 1379 | 1442 | 1441 |
|               | 1975 | 2017 | 2019 | 2021 | 2022 | 2023 |